# Burlington Cars

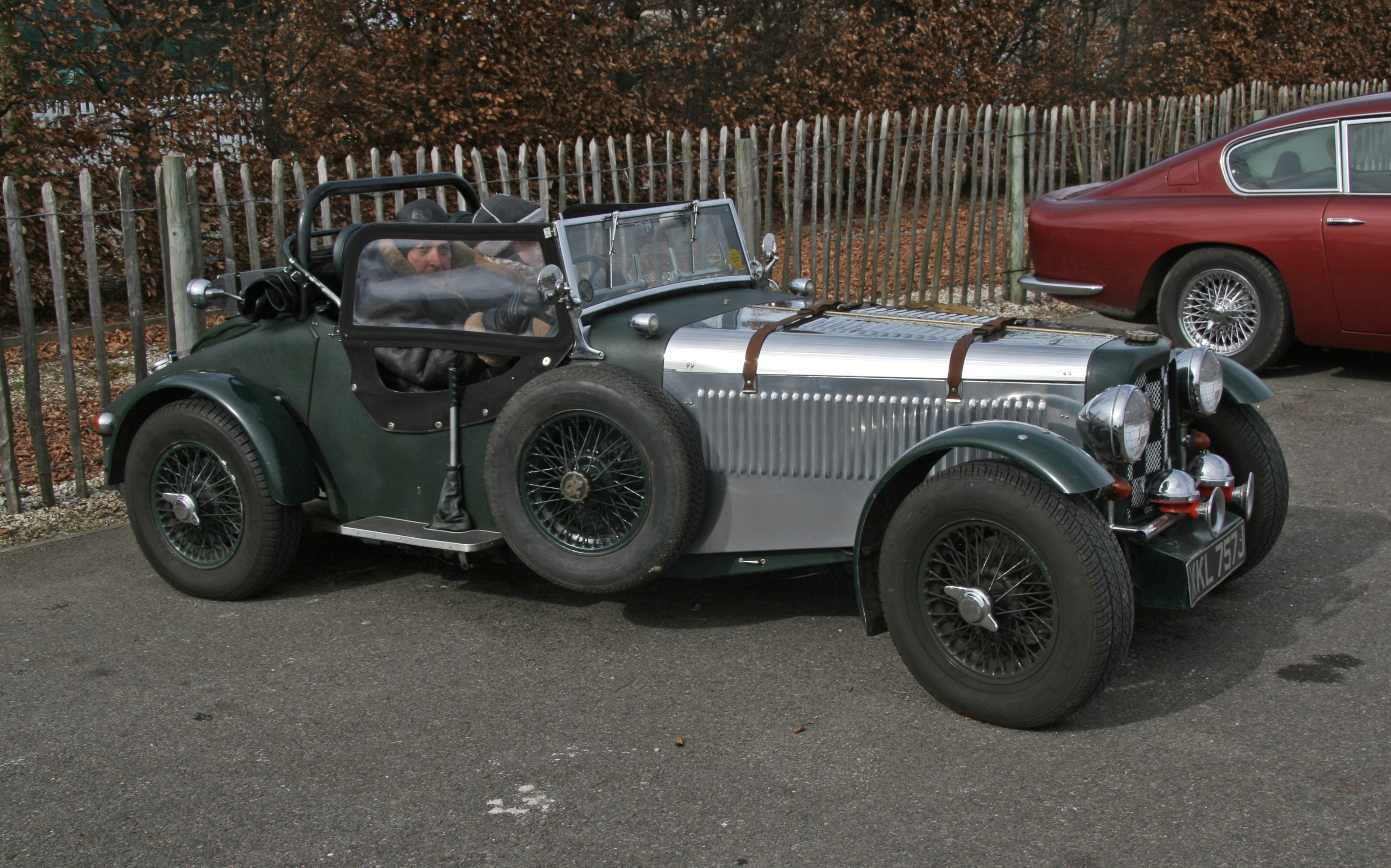
Burlington Arrow

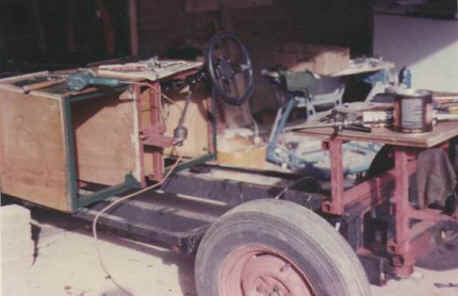
Burlington under konstruktion, baserad på en Triumph Herald 1200.

Burlington Cars gjorde byggsatsbilar (eller snarare "bygg efter beskrivning"). Byggsatserna såldes av Haydn Davies som drev The Burlington Motor Company Ltd. Som Midge använde den sig av Triumph som donator och en kaross i plywood.
Modellerna som Burlington Cars sålde var
- Burlington SS, en kopia av Morgan. Senare såld av GCS Cars som "Hawke"
- Burlington Arrow, en tvåsits roadster med cykelskärmar (baserade på MG TC) och utan dörrar. Inspirerad av 1935 års Triumph Dolomite Straight Eight. Man byggde den efter en byggbeskrivning baserad på ett modifierat chassi från en Triumph Herald. Senare användes också Triumph Spitfire, Vitesse eller GT6. Över 6000 byggbeskrivningar såldes vilket resulterade i uppskattningsvis 500 färdiga bilar. Vissa använde donatorbilar som Lotus Elan, Triumph TR4, Reliant Scimitar och t.o.m. Volkswagen Bubbla. Burlington gjorde också en kylarmaskering och instrumentbrädestopp men ungefär hälften av byggarna gjorde egna istället för att köpa dem färdiga.
- Burlington Berretta, samma som Arrow men med fasta stänkskärmar och insteg.
- Burlington Chieftain, Jeep-inspirerad bil baserad på Triumph Spitfire eller GT6. Inga ändringar behövdes göras på chassit förutom att kapa av en del delar. Beskrivningarna inkluderade även en nedskalad version för barn.
- Burlington Centurion, en futuristisk design baserad på Triumph Spitfire designad av Quincy-Lynn.